# خولیو سزار بنیتس
خولیو سزار بنیتس (اسپانیایی: Julio César Benítez‎; ۱ اکتبر ۱۹۴۰ – ۶ آوریل ۱۹۶۸) بازیکن فوتبال اهل اروگوئه بود. وی از سال ۱۹۶۱ تا زمان درگذشت یک بازیکن موثر در باشگاه فوتبال بارسلونا شناخته می‌شد. وی در پست مدافع بازی می‌کرد و از قدرت بدنی، تکنیک با توپ و ضربه محکم برخوردار بود.